# Platycoma africana
Platycoma africana är en rundmaskart som först beskrevs av Gerlach 1959.  Platycoma africana ingår i släktet Platycoma och familjen Leptosomatidae. Inga underarter finns listade i Catalogue of Life.